# Best Of – Volume I (Van-Halen-Album)
Best Of – Volume I ist das erste Kompilationsalbum der US-amerikanischen Rockband Van Halen. Es wurde im Oktober 1996 von Warner Bros. veröffentlicht. Auf dem Album befinden sich 17 Songs. 14 Songs stammen von den bis dahin veröffentlichen zehn Studioalben der Band, darüber hinaus ein Song der Band vom Soundtrack des Films Twister sowie zwei neu aufgenommene Songs mit ihrem früheren Leadsänger David Lee Roth. Das Album erreichte Platz eins der US-Charts. Gleichzeitig wurde ein begleitendes Videoalbum veröffentlicht.

## Hintergrund
Ein Best-Of-Album der Band war 18 Jahre nach Veröffentlichung ihres Debütalbums und wegen ihres bisherigen Erfolgs längst überfällig. Die Veröffentlichung von Best Of – Volume I fiel in eine Zeit, in der sich die Band gerade von ihrem damaligen Sänger Sammy Hagar getrennt und mit seinem Vorgänger David Lee Roth bereits ein paar neue Songs aufgenommen hatte. Viele Fans dachten an eine Reunion mit Roth, diese sollte allerdings erst knapp ein Jahrzehnt später stattfinden.
Die Songs auf dem Album sind chronologisch angeordnet. Das Album enthält – mit Ausnahme von Diver Down – Songs von jedem der bis dahin veröffentlichtem Van-Halen-Studioalben. Außerdem enthält es drei neue Songs, die seit dem letzten Album Balance aufgenommen wurden. Der Song Humans Being stammt von Soundtrack des Films Twister und wurde von Sammy Hagar gesungen. Die zwei weiteren Songs wurden mit ihrem früheren Frontman David Lee Roth eingespielt und waren bis 2012 die letzten Aufnahmen mit dem Sänger des Original-Line-Ups. Bei dem Song Can’t Get This Stuff No More hat Eddie Van Halen während des Solos zum einzigen Mal eine Talkbox verwendet. Me Wise Magic rundet das Album ab.
Nach dem Tod Eddie Van Halens im Oktober 2020 stieg das Album nach mehreren Jahren der Abwesenheit erneut in die Billboard 200 auf Platz 60 ein und konnte sich insgesamt zwei Wochen in den Charts halten.

## Titelliste
1. Eruption – 01:42
2. Ain’t Talkin’ ’Bout Love – 03:47
3. Runnin’ with the Devil – 03:32
4. Dance the Night Away – 03:04
5. And the Cradle Will Rock... – 03:31
6. Unchained – 03:27
7. Jump – 04:04
8. Panama – 03:31
9. Why Can’t This Be Love – 03:45
10. Dreams – 04:54
11. When It’s Love – 05:36
12. Poundcake – 05:22
13. Right Now – 05:21
14. Can’t Stop Lovin' You – 04:08
15. Humans Being – 05:14
16. Can’t Get This Stuff No More – 05:16
17. Me Wise Magic – 06:09

## Videoalbum
Im Jahr 1996 wurde auch ein Best-of-Videoalbum mit dem Namen Video Hits – Volume I veröffentlicht, welches aber in der Songauswahl deutlich von der Albumversion abweicht. So ist kein Musikvideo aus der Zeit vor 1984 zu finden, obwohl es da einige für Promotionszwecke gedrehte Videoclips gegeben hätte. Ein Videoclip zu Van Halens zweiterfolgreichster Single Why Can’t This Be Love fehlt ebenfalls. Auf der später veröffentlichten DVD-Version ist zusätzlich die Single Without You zu finden, welche vom 1998er Album Van Halen III stammt. Es ist somit der einzige Song auf einer Best-Of-Veröffentlichung Van Halens, bei dem Gary Cherone als Sänger zu hören ist.
| VHS 1. Jump 2. Panama 3. Hot for Teacher 4. When It’s Love 5. Finish What Ya Started 6. Poundcake 7. Runaround 8. Right Now 9. Dreams (live) 10. Don’t Tell Me (What Love Can Do) 11. Can’t Stop Lovin’ You 12. Not Enough 13. Humans Being | DVD 1. Jump 2. Panama 3. Hot for Teacher 4. When It’s Love 5. Finish What Ya Started 6. Poundcake 7. Runaround 8. Right Now 9. Dreams (live) 10. Don’t Tell Me (What Love Can Do) 11. Can’t Stop Lovin’ You 12. Not Enough 13. Humans Being 14. Without You |

## Singleauskopplungen
| Jahr | Titel                                           | Höchstplatzierung, Gesamtwochen, AuszeichnungChartplatzierungen (Jahr, Titel, , Platzierungen, Wochen, Auszeichnungen, Anmerkungen) | Höchstplatzierung, Gesamtwochen, AuszeichnungChartplatzierungen (Jahr, Titel, , Platzierungen, Wochen, Auszeichnungen, Anmerkungen) | Höchstplatzierung, Gesamtwochen, AuszeichnungChartplatzierungen (Jahr, Titel, , Platzierungen, Wochen, Auszeichnungen, Anmerkungen) | Höchstplatzierung, Gesamtwochen, AuszeichnungChartplatzierungen (Jahr, Titel, , Platzierungen, Wochen, Auszeichnungen, Anmerkungen) | Höchstplatzierung, Gesamtwochen, AuszeichnungChartplatzierungen (Jahr, Titel, , Platzierungen, Wochen, Auszeichnungen, Anmerkungen) | Höchstplatzierung, Gesamtwochen, AuszeichnungChartplatzierungen (Jahr, Titel, , Platzierungen, Wochen, Auszeichnungen, Anmerkungen) | Anmerkungen                            |
| Jahr | Titel                                           | DE | AT | CH | UK | US | Rock | Anmerkungen                            |
| ---- | ----------------------------------------------- | --- | --- | --- | --- | --- | --- | -------------------------------------- |
| 1996 | Humans Being Best Of – Volume I                 | — | — | — | — | — | Rock1 (19 Wo.)Rock | Erstveröffentlichung: 1996             |
| 1996 | Me Wise Magic Best Of – Volume I                | — | — | — | — | — | Rock1 (26 Wo.)Rock | Erstveröffentlichung: 22. Oktober 1996 |
| 1997 | Can’t Get This Stuff No More Best Of – Volume I | — | — | — | — | — | Rock12 (13 Wo.)Rock | Erstveröffentlichung: 1997             |

grau schraffiert: keine Chartdaten aus diesem Jahr verfügbar

## Charts und Chartplatzierungen
| ChartsChartplatzierungen       | Höchstplatzierung | Wochen |
| ------------------------------ | ----------------- | ------ |
| Deutschland (GfK)              | 7 (28 Wo.)        | 28     |
| Österreich (Ö3)                | 16 (6 Wo.)        | 6      |
| Schweiz (IFPI)                 | 26 (6 Wo.)        | 6      |
| Vereinigtes Königreich (OCC)   | 45 (4 Wo.)        | 4      |
| Vereinigte Staaten (Billboard) | 1 (55 Wo.)        | 55     |

## Verkaufszahlen und Auszeichnungen
Album

| Land/Region                  | Auszeichnungen für Musikverkäufe (Land/Region, Auszeichnung, Verkäufe) | Verkäufe  |
| ---------------------------- | ---------------------------------------------------------------------- | --------- |
| Argentinien (CAPIF)          | Gold                                                                   | 20.000    |
| Australien (ARIA)            | Platin                                                                 | 70.000    |
| Brasilien (PMB)              | Gold                                                                   | 100.000   |
| Deutschland (BVMI)           | Gold                                                                   | 250.000   |
| Finnland (IFPI)              | Gold                                                                   | 22.015    |
| Japan (RIAJ)                 | 2× Platin                                                              | 400.000   |
| Kanada (MC)                  | 2× Platin                                                              | 200.000   |
| Neuseeland (RMNZ)            | Platin                                                                 | 15.000    |
| Vereinigte Staaten (RIAA)    | 3× Platin                                                              | 3.000.000 |
| Vereinigtes Königreich (BPI) | Gold                                                                   | 100.000   |
| Insgesamt                    | 6× Gold · 9× Platin ·                                                  | 4.170.015 |

Videoalbum

| Land/Region               | Auszeichnungen für Musikverkäufe (Land/Region, Auszeichnung, Verkäufe) | Verkäufe |
| ------------------------- | ---------------------------------------------------------------------- | -------- |
| Australien (ARIA)         | Platin                                                                 | 15.000   |
| Vereinigte Staaten (RIAA) | Gold                                                                   | 50.000   |
| Insgesamt                 | 1× Gold · 1× Platin ·                                                  | 65.000   |

Hauptartikel: Van Halen/Auszeichnungen für Musikverkäufe